# Stenotrema calvescens
Stenotrema calvescens är en snäckart som beskrevs av Leslie Raymond Hubricht 1961. Stenotrema calvescens ingår i släktet Stenotrema och familjen Polygyridae. Inga underarter finns listade i Catalogue of Life.